# Костел Святої Трійці (Родатичі)
Костел Святої Трійці (с. Родатичі, неподалік м. Городка, Городоцький район, Львівська область) — католицький храм, збудований на початку XX століття у неоготичному стилі за проектом архітектора Альфреда Кам'янобродського. 

## Історія
15 квітня 1897 року з ініціативи монахинь з монастиря Сестер-Провидіння, які в селі провадили курси правильного ведення домашнього та сільського господарства для жінок, розпочато будівництво католицького храму в Родатичах.
Проект та кошторис костелу опрацював львівський архітектор Альфред Каменобродський. У 1898 році храм був освячений, хоча будівничі роботи тривали ще до 1905 року.
Храм доволі великий, знаходиться при дорозі в центрі села.
У цьому храмі був один із останніх органів львівського майстра Яна Слівінського, створений 1903 року, незадовго до його смерті. Орган фондувала Марія Антоніна Мірська (1822—1905), усипальниця якої є на місцевому цвинтарі в східній частині села.
У 1919—1921 роках відома фірма Рігер замінила пищалки інструмента, а у 1942 році орган зазнав направи. В 1952—1956 році в костелі містився магазин збіжжя і хімікатів. Пізніше храм вирішили переоблаштувати під клуб культури.
З цим пов'язана цікава історія. Як згадують селяни, на відкритті клубу, хор відмовився співати в цьому костелі, побоюючись можливого лиха, яке може статися за наругу над святинею. Так, цей клуб і простояв не відкритий кілька років, після чого було вирішено зняти з костелу покриття для нового клубу культури, що будували в центрі села. Однак і це не кінець історії. Новий клуб був підпалений вночі, а винуватця пожежі так і не знайшли.

## Стан сьогодні
У 90-х роках до села часто приїжджали поляки, які звернулися з пропозицією віддати під їхню опіку костел, для того щоб провести реконструкцію. Однак родатицька громада не дала на це дозволу.
Що ж до стану святині на сьогодні. Храм у дуже занедбаному стані. Дах поріс рослинністю, склепіння обвалені. Всередині частково збереглися затерті розписи. Рештки хорів на рівні другого поверху, до яких ведуть двоє дверей та дерев‘яні гвинтові сходи. Хори теж були дерев'яні, але від них залишився лише ряд отворів в стіні.
А полякам таки вдалося дещо відреставрувати, а саме капличку. На сході села, де поряд зі старим польським знаходиться нове кладовище, є ця капличка. Усипальниця побудована на честь матері Марціанни Антоніни Мірської, поряд з якою є поховані ще чотири монахині.
9 липня 2019-го року група волонтерів з початкової школи № 1 ім. Коперника та № 2 в Міличі і група працівників муніципального офісу в Міличі дуже важко працювали на цвинтарі у с. Родатичі, задля покращення стану каплички та пам'ятників, де поховані монахині, які були ініціаторами будівництва Костелу Святої Трійці.
Стан костелу сьогодні можете переглянути тут.

## Архітектура
Збудований в доволі рідкісному стилі — неороманський з елементами неоготики. Костел мурований з цегли і каменю, вівтарем орієнтований на південний захід.